# The Incredible Hulk (film)
The Incredible Hulk är en amerikansk superhjältefilm som hade biopremiär i USA den 8 juni 2008, som är baserad på seriefiguren Hulken. Filmen var tänkt att bli en uppföljare till Hulk från 2003, men det blev en reboot istället. I huvudrollerna finns Edward Norton, Liv Tyler, William Hurt och Tim Roth.
Filmen är den andra i Marvel Cinematic Universe, en serie som kom att leda till filmen The Avengers (2012). De andra filmerna är  Iron Man, Iron Man 2, Iron Man 3, Thor och Captain America: The First Avenger.

## Handling
Forskaren Bruce Banner (Edward Norton) har under ett experiment fått i sig höga doser gammastrålning vilket gjort att han stundom förvandlas till ett övermänskligt starkt, grönt monster, Hulken. Efter experimentet råkade Banners alter ego skada kvinnan han älskar, Elizabeth "Betty" Ross (Liv Tyler). Han bestämde sig därför för att hålla sig undan i en favela tills han kunde hitta ett botemedel med hjälp av en annan forskare, "Mr Blue".
Betty Ross far, general Ross (William Hurt), är dock på jakt efter Banner för att kunna förvandla Banners olycka för militärt bruk. Han har hjälp av soldaten Emil Blonsky (Tim Roth) och lyckas spåra Banner till favelan. Blonskys första försök att fånga Banner misslyckas eftersom han förvandlats till Hulken, och Ross berättar då om Banners experiment. Ross erbjuder Blonsky ett serum som amerikanska armén utvecklat för att tillverka supersoldater. 
Banner träffar Ross för att få tag på resten av resultaten från experimentet. Efter ytterligare en konfrontation med Blonsky och Ross, får Hulken med sig Betty Ross. De ger sig av för att hitta Mr Blue, som tror att han kan bota Banner. Ross styrkor, med Blonsky i spetsen, lyckas fånga in en botad Banner hos Mr Blue, vilket gör Blonsky besviken. Ross för bort Banner, men under tiden lyckas Blonsky få Mr Blue att ge honom ett serum tillverkat av Banners blod, vilket förvandlar honom till ett ännu större monster, Abomination. Banner inser att det enda sättet att stoppa Abomination är att åter försöka förvandlas till Hulken.

## Om filmen
Producenten Avi Arad har även sagt att filmen är "mycket mer av en kärlekshistoria mellan Bruce Banner and Betty Ross".
Filmen följs i Marvel Cinematic Universe av Iron Man 2 (2010). Nästa gång Hulken förekom blev i The Avengers, där rollen som Hulken spelades av Mark Ruffalo.

## Rollista (i urval)
- Edward Norton – Dr. Bruce Banner / Hulken
- Liv Tyler – Dr. Elizabeth "Betty" Ross
- Tim Roth – Emil Blonsky / Abomination
- William Hurt – General Thaddeus "Thunderbolt" Ross
- Ty Burrell – Dr. Leonard Samson
- Tim Blake Nelson – Dr. Samuel Sterns
- Christina Cabot – Major Kathleen Sparr
- Peter Mensah – General Joe Greller
- Débora Nascimento – Martina
- Lou Ferrigno – Hulken (röst)
- Robert Downey, Jr. – Anthony "Tony" Stark (cameo)
- Stan Lee – Man som dricker soda (cameo)

## Kritiskt mottagande

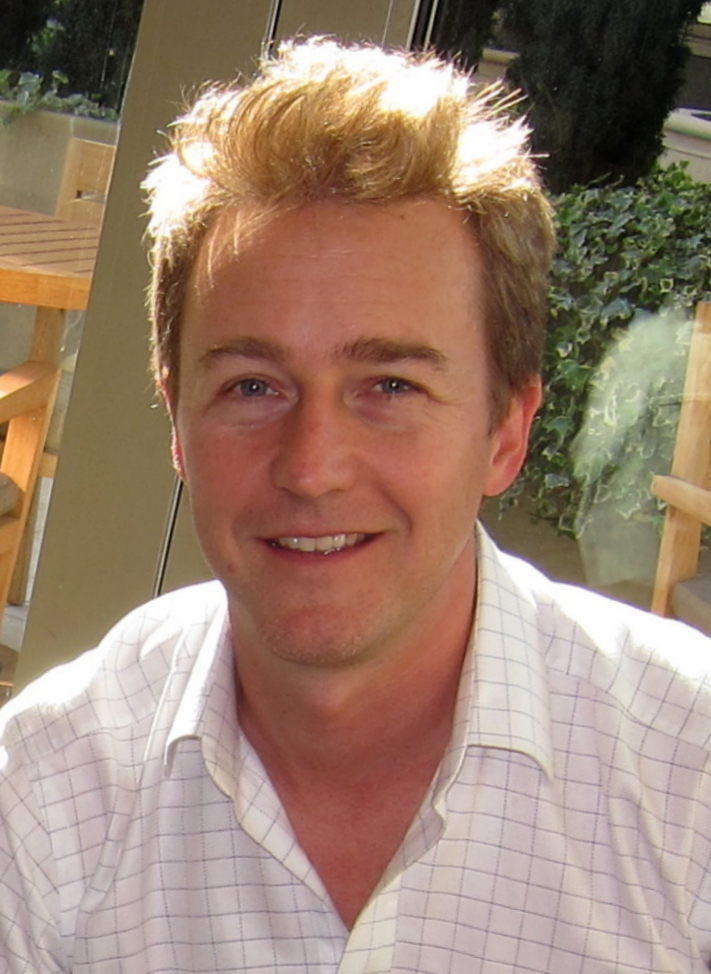
Edward Norton.

Filmen har fått blandande recensioner. Roger Ebert gav filmen 2 1/2 stjärnor och sa "Som fiktiv varelse är Hulken lika begränsad som en elak, berusad man. Han må vara rolig när han är nykter, men när han dricker för mycket måste man bara tycka synd om honom." Filmen har fått poängen 64% på Rotten Tomatoes. Metacritic gav filmen betyget 61 av 100.
Aftonbladets filmkritiker Jens Peterson gav denna filmatisering 3 plus av 5 möjliga och prisade filmen för "bra skådespeleri" och "bättre specialeffekter än den första filmen". Expressen gav filmen 2 getingar av 5 möjliga och kritiserade filmen för att ha en "färglös och trög pangpang-historia". Dagens Nyheters filmkritiker Johan Croneman gav filmen även betyget 2 och kritiserade Liv Tylers karaktär för att varit "helt uselt outvecklad".

## Publiktillströmning
Filmen spelade in $55,4 miljoner under premiärhelgen på 3 505 biografer i USA och Kanada, som gjorde filmen till helgens mest inkomstbringande. Filmen har totalt spelat in $263 427 551 - $134 806 913 inrikes och $128 620 638 utomlands.